# الحسانيين (قرية مصرية)
قرية الحسانيين هي إحدى القرى التابعة لمركز منشأة القناطر في محافظة الجيزة في جمهورية مصر العربية. حسب إحصاءات سنة 2006، بلغ إجمالي السكان في الحسانيين 6622 نسمة، منهم 3421 رجل و3201 امرأة.

## التاريخ
أصل قرية الحسانيين من توابع قرية المناشي، وقد انفصلت قرية الحسانيين عن المناشي سنة 933هـ/1527م.